# Лень Іван Анатолійович
Іван Анатолійович Лень (нар. 25 липня 1982, Бережани, Тернопільська область, УРСР) — український футболіст, захисник.

## Життєпис
Розпочав кар'єру в клубі «Сокіл» (Бережани), який виступав в аматорському чемпіонаті. Пізніше перейшов у «Раву» з міста Рава-Руська Львівської області. У січні 2006 року перейшов у київську «Оболонь», в команді дебютував 3 квітня 2006 року в матчі проти харківського «Геліоса» (1:0). Влітку 2010 року перейшов до ужгородського «Закарпаття». По завершенні сезону покинув закарпатський клуб. З 2012 року виступав у чемпіонаті Львівської області за ФК «Синьковичі».

## Досягнення
- Перша ліга чемпіонату України
  -  Срібний призер (1): 2008/09
  -  Бронзовий призер (3): 2005/06, 2006/07, 2007/08

- Друга ліга чемпіонату України
  -  Чемпіон (1): 2004/05
  -  Бронзовий призер (2): 2003/04, 2005/06